# NGC 7600
NGC 7600 (również PGC 71029) – galaktyka eliptyczna (E-S0), znajdująca się w gwiazdozbiorze Wodnika w odległości około 160 milionów lat świetlnych. Została odkryta 10 września 1785 przez Williama Herschela.